# 9299 Vinceteri
9299 Vinceteri eller 1985 JG2 är en asteroid i huvudbältet som upptäcktes den 13 maj 1985 av det amerikanska astronom paret Eugene M. och Carolyn S. Shoemaker vid Palomar-observatoriet. Den är uppkallad efter Vince och Teri Grout.
Asteroiden har en diameter på ungefär 7 kilometer.